# 필리핀의 여자 배우 목록

## 가
- 소피 가루쵸
- 그웬 가르시
- 제니카 가르시아
- 제안 가르시아
- 타냐 가르시아
- 콜린 가르시아
- BB 간당하리
- 헬렌 감보아
- 글라디스 게바라
- 라첼레 안 고
- 앨릭스 곤사가
- 토니 곤자가
- 샬를레네 곤잘레스
- 크리스티나 곤잘레스
- 루파 구티에레스
- 친 친 구티에레스
- 이사벨 그라나다
- 아테 글르우
- 로세마리 길

## 나
- 마리페 네체시토

## 다
- 말린 다덴
- 주스티나 다비드
- 세레나 달렘플
- 아순타 데 로시
- 알레산드라 데 로시
- 안드레아 델 로사리오
- 로타 델가도
- 마리사 델가도
- 안젤리카 델라 크루즈
- 아이아이 델라스 알라스
- 리오 디아즈
- 글로리아 디아즈
- 미레네 디존
- 알리세 딕손
- 에우겐 도밍고

## 라
- 모린 라라자발
- 체 라모스
- 마테 데 레온
- 안젤루 데 레온
- 자데 로페즈
- 리오 록신
- 모나 리사
- 아니타 린다

## 마
- 졸리나 마그당갈

## 바
- 카롤 바나와
- 그레첸 바레토
- 마조리 바레토
- 클라우딘 바레토
- 카카이 바티스타
- 앙겔리 바야니
- 자니세 데 벨렌
- 젤겔리 데 벨렌
- 디나 보네비
- 에셀 부바
- K 브로사스
- 니다 블랑카
- 자키 루 블랑코

## 사
- 조디 산타마리아
- 리자 세논
- 올리비아 세니살
- 샤마인 센테라나부엔카미노

## 아
- 테치에 아그바야니
- 야요 아길라
- 노라 아노르
- 핑키 아마도르
- 페 아모르솔로
- 리치 아순시온
- 인나 아시스티오
- 카예 아바드
- 카를라 아베야나
- 리타 아빌라
- 아미 아스트리아
- 앙겔 아키노
- 카리나 아페블
- 소피아 안드레스
- 부츠 안손로아
- 알리사 알라노
- 지나 알라자르
- 엠마 알레그레
- 베아 알론조
- 카를라 에스트라다
- 린다 에스트렐라
- 아고트 이시드로

## 자
- 조이세 지메네즈

## 카
- 아마폴라 카바세
- 메르세데스 카브랄
- 아슐레이 카브레라
- 루스티카 카르피오
- 아나 카프리
- 필리타 코랄레스
- 힐다 코로넬
- 에를린다 코르테스
- 발레리 콘셉시온
- 이멜다 콘셉시온
- 샤론 쿠네타
- 엘리자베트 쿠페르
- 릴리아 쿤타파이
- 도나 크루즈
- 순시네 크루즈
- 엘라 크루즈
- 카티 데라 크루즈
- 크리스티나 크리솔
- 줄리아 클라레테

## 타
- 로나 톨렌티노

## 파
- 마리토니 페르난데즈
- 폽스 페르난데즈
- 벨라 플로레스
- 펠리 프란쿠엘리
- 아말리아 푸엔테스
- 크리스텔 풀가르
- 사티네 피닉스

## 하
- 나탈리 하르트
- 셰나 할릴리
- 카트리나 할릴리
- 크리스틴 헤르모사
- 안젤리카 호네스
- 엘리세 호손
- 자이메 호아퀸
- 데니세스 호아퀸